# Artur Yershov
Artur Stanislavovich Yershov –em russo, Артур Станиславович Ершов– (Moscovo, 7 de março de 1990) é um desportista russo que compete no ciclismo na modalidade de pista, especialista nas provas de perseguição por equipas, pontuação e madison; ainda que também disputa carreiras de rota.
Ganhou uma medalha de ouro no Campeonato Mundial de Ciclismo em Pista de 2015 e cinco medalhas no Campeonato Europeu de Ciclismo em Pista entre os anos 2014 e 2012.

## Medalheiro internacional
| Campeonato Mundial | Campeonato Mundial         | Campeonato Mundial | Campeonato Mundial      |
| Ano                | Lugar                      | Medalha            | Competição              |
| ------------------ | -------------------------- | ------------------ | ----------------------- |
| 2015               | Saint-Quentin ( França)    | Medalha de ouro    | Pontuação               |
| Campeonato Europeu |                            |                    |                         |
| Ano                | Lugar                      | Medalha            | Competição              |
| 2012               | Panevėžys ( Lituânia)      | Medalha de ouro    | Perseguição por equipas |
| 2012               | Panevėžys ( Lituânia)      | Medalha de prata   | Madison                 |
| 2012               | Panevėžys ( Lituânia)      | Medalha de prata   | Omnium                  |
| 2013               | Apeldoorn ( Países Baixos) | Medalha de prata   | Perseguição por equipas |
| 2014               | Baie-Mahault ( França)     | Medalha de bronze  | Perseguição por equipas |

## Palmarés

### Estrada
- 2011 (como amador)[2]
  - 1 etapa da Volta ao Bidasoa
  - 1 etapa da Volta a Navarra

- 2012
  - 1 etapa da Volta ao Lago Qinghai

- 2014
  - 3.º no Campeonato da Rússia em Estrada

- 2018
  - 1 etapa da Volta à Costa Rica

### Pista
- 2012
  - Campeonato Europeu em Perseguição por equipas  (fazendo equipa com Valery Kaykov, Alexei Markov e Alexander Serov)
  - 2.º no Campeonato da Europa em Madison  (com Valery Kaykov)
  - 2.º no Campeonato da Europa em Omnium

- 2013
  - 2.º no Campeonato da Europa em Perseguição por equipas

- 2014
  - 3.º no Campeonato da Europa em Perseguição por equipas

- 2015
  - Campeonato do Mundo em Pontuação

## Resultados nas Grandes Voltas e Campeonatos do Mundo
| Carreira           | 2012 | 2013 | 2014 | 2015 | 2016 | 2017 |
| ------------------ | ---- | ---- | ---- | ---- | ---- | ---- |
| Giro d'Italia      | -    | -    | -    | -    | Ab.  | -    |
| Tour de France     | -    | -    | -    | -    | -    | -    |
| Volta a Espanha    | -    | -    | -    | -    | -    | -    |
| Mundial em Estrada | -    | -    | -    | -    | -    | -    |

-: não participa

Ab.: abandono